# Heidekreis
Heidekreis (trước [[31 tháng 7 năm 2011 là Soltau-Fallingbostel (/ˈzɔltaʊ falɪŋˈbɔstəl/) là một huyện (Landkreis) ở Niedersachsen, Đức. Các đơn vị giáp ranh (từ phía bắc theo chiều kim đồng hồ) là: các huyện Harburg, Lüneburg, Uelzen, Celle, Hanover, Nienburg, Verden và Rotenburg.

## Lịch sử
Khu vực này đã thuộc lãnh địa Brunswick-Lüneburg và các bang kế tiếp. Huyện được lập năm 1977 thông qua việc sáp nhập các huyện Soltau và Fallingbostel.

## Các thị xã và đô thị
| Thị xã | Samtgemeinden | Samtgemeinden                                                                  |
| --- | --- | ------------------------------------------------------------------------------ |
| 1. Bad Fallingbostel 2. Munster 3. Schneverdingen 4. Soltau 5. Walsrode Đô thị tự do 1. Bispingen 2. Bomlitz 3. Neuenkirchen 4. Wietzendorf Khu vực chưa hợp nhất 1. Osterheide | - 1. Ahlden 1. Ahlden 2. Eickeloh 3. Grethem 4. Hademstorf 5. Hodenhagen1 - 2. Rethem/Aller 1. Böhme 2. Frankenfeld 3. Häuslingen 4. Rethem1, 2 | - 3. Schwarmstedt 1. Buchholz 2. Essel 3. Gilten 4. Lindwedel 5. Schwarmstedt1 |
| | 1thủ phủ của Samtgemeinde; 2thị xã |                                                                                |